# 新圣母堂 (维琴察)
新圣母堂（Santa Maria Nova）是一座罗马天主教教堂，位于意大利威尼托大区维琴察，由意大利文艺复兴建筑师安德烈亞·帕拉弟奧设计于1578年。这是维琴察现存唯一由帕拉弟奧设计的整座教堂，虽然他确实设计了聖皇冠教堂（Santa Corona）的瓦尔马拉纳小堂、主教座堂的一个门和穹顶，以及圣母忠仆堂（Santa Maria dei Servi）的大门。

## 历史
1578年，来自维琴察的贵族洛多维科·特伦托出资重建该市西部新门区（Borgo Porta Nuova）毗邻奥斯定会新圣母修道院的一座教堂。常有贵族成员加入这个修道院。教堂于1590年完工。室内装饰，包括天花板和壁画，是由弗朗切斯科·马菲、安德烈亚·维琴蒂诺、帕尔马·伊尔·乔瓦内、朱利奥·卡皮奥尼，以及亚历山德罗·马甘扎和他的工作室完成。 在十九世纪教堂被取缔时，这些作品失散。记载中帕拉弟奧的唯一同事是多梅尼科·格罗皮诺。

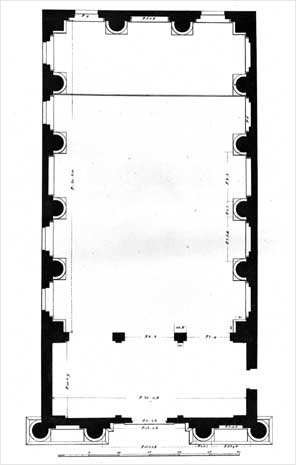
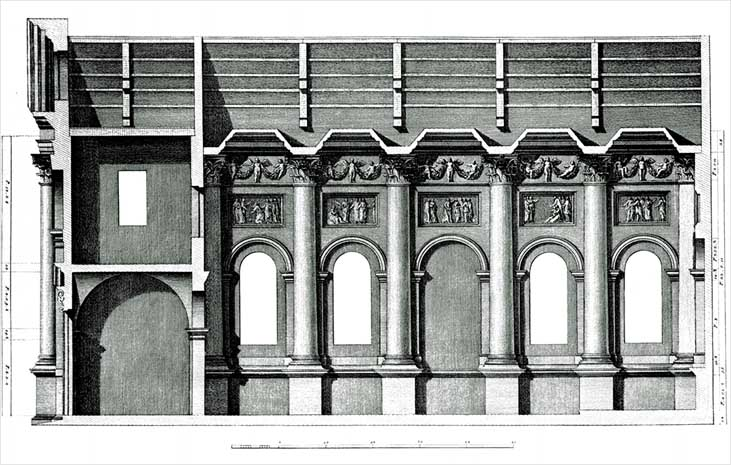
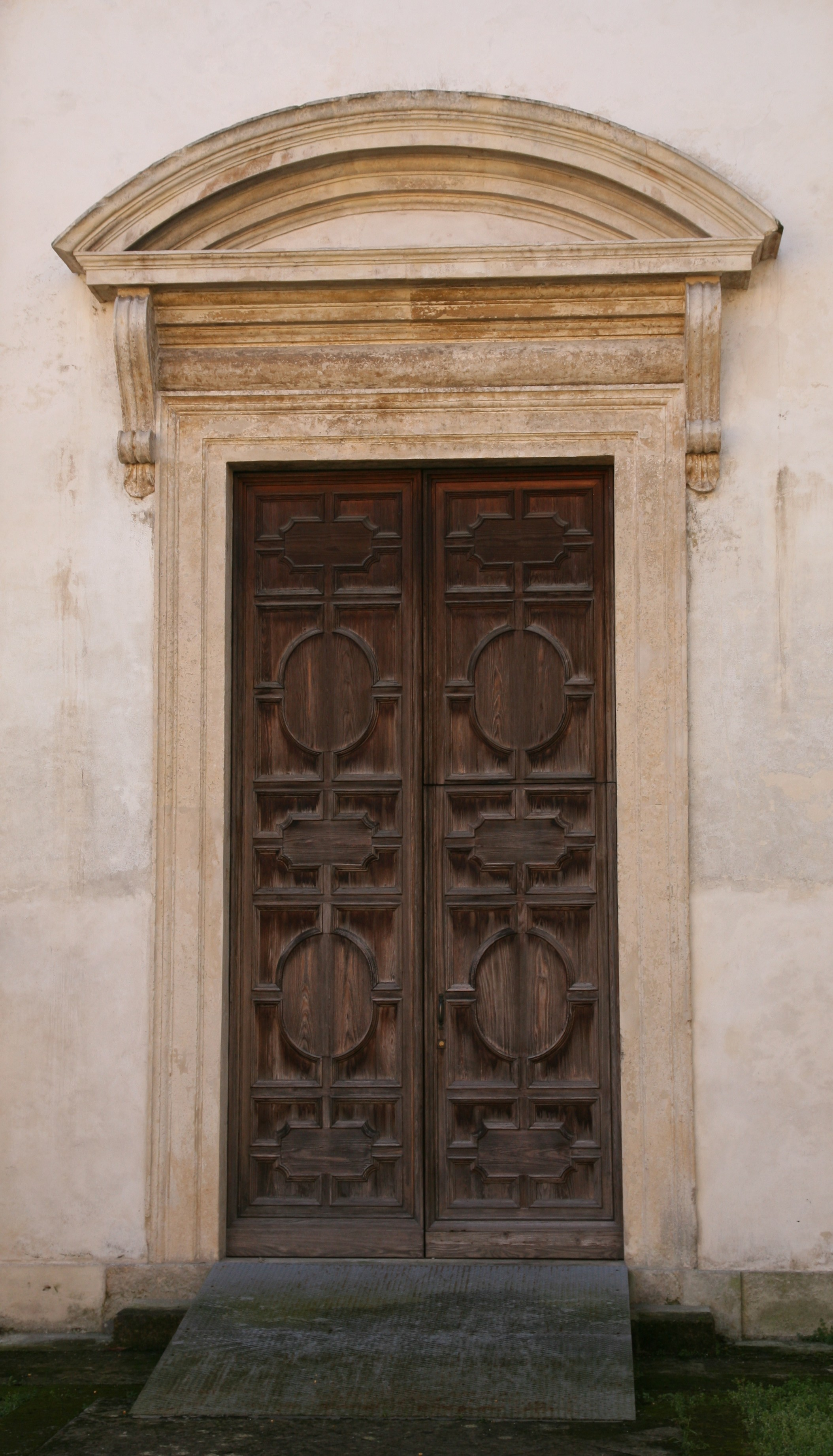